# 潘健生
潘健生（1935年1月25日—），热处理工艺与设备专家，中国工程院院士。

## 履历[1]
- 1959年，于上海交通大学毕业。
- 2001年，当选中国工程院院士。